# VBC-90
Le VBC-90 (Véhicule Blindé de Combat de 90 mm) est un blindé léger français à six roues motrices. Il a été conçu par Renault Véhicules Industriels sur ses fonds propres à la fin des années 1970 sur base du VAB auquel il reprend un grand nombre de ses composants (moteur, boîte de vitesses, suspensions et pneumatiques). 
Il est équipé de la tourelle légère TS 90 conçue par le GIAT.

## Utilisateurs
- France : 28 VBC-90G (G pour Gendarmerie) utilisés par la gendarmerie mobile entre 1981 et le début des années 2000, ils avaient pour vocation de remplacer les AMX-13 vieillissants dans les missions de sécurité intérieure.
- Oman : 6 VBC-90 furent ajoutés à la commande de 22 VAB passée par Oman en 1982 et 1983, ils furent livrés entre 1984 et 1985.